# 6656 Yokota
6656 Yokota este un asteroid din centura principală de asteroizi.

## Descriere
6656 Yokota este un asteroid din centura principală de asteroizi. A fost descoperit pe 23 martie 1992 la Kitami de Kin Endate și Kazuro Watanabe. El prezintă o orbită caracterizată de o semiaxă mare de 3,17 ua, o excentricitate de 0,15 și o înclinație de 1,9° în raport cu ecliptica.